# Slaget om Caen
Slaget om Caen fra juni til august 1944 var et slag mellem de vestallierede, fortrinsvis briter og canadiere, og tyske tropper under Operation Overlord.
Oprindelig planlagde de allierede at erobre den franske by Caen, en af de største byer i Normandiet på D-dag. Caen var et afgørende mål af flere årsager. For det første lå den langs Orne-floden og Caen kanalen. Disse to vandforhindringer kunne styrke en tysk forsvarsstilling, hvis ikke de blev krydset. For det andet var Caen et vejknudepunkt. På tyske hænder ville det give fjenden mulighed for at flytte styrker hurtigt fra et sted til et andet. For det tredje var området omkring Caen forholdsvis åbent, især sammenlignet med bocage-landet i den vestlige del af Normandiet. Dette område var eftertragtet, fordi det kunne bruges til flyvepladser.
På D-dag var Caen et mål for den britiske 3. infanteridivision og forblev fokus for en række slag igennem juni, juli og ind i august.
Den gamle by Caen med mange bygninger, der stammede fra middelalderen, blev stort set ødelagt af allierede bombeangreb eller under kampene. Genopbygningen af Caen varede indtil 1962. I dag er der ikke meget tilbage af byen fra før krigen.

## Baggrund
Den 6. juni 1944 invaderede allierede styrker Frankrig i Operation Neptune, landgangsoperationen i Operation Overlord. En styrke på adskillige tusinde skibe angreb strandene i Normandiet understøttet af omkring 3.000 fly. Landsætningerne på D-dag var generelt vellykkede, men de allierede var ikke i stand til at erobre Caen som planlagt.
Udover landsætningerne ved kysten benyttede de allierede også luftbårne styrker. De amerikanske 82. og 101. luftbårne divisioner samt den britiske 6. luftbårne division (med en tilknyttet canadisk bataljon) blev indsat bag fjendens linjer. De britiske og canadiske faldskærmstropper landede bag Sword Beach og havde til opgave at nå frem til og besætte de strategisk vigtige broer, såsom Horsa og Pegasus, samt erobre artilleribatteriet ved Merville for at hindre de tyske tropper i at trænge frem. Det lykkedes dem at skabe et brohoved nord for Caen på den østlige bred af Orne, som de allierede tropper kunne bruge i deres fremstød i slaget om Caen.

## Slaget om Caen

### Operation Neptune
Den første operation, der havde til formål at erobre Caen, var den indledende landgang på Sword Beach af 3. infanteridivison den 6. juni. Selv om det lykkedes at gennembryde Atlantvolden og trænge sydpå, kunne divisionen ikke nå frem til byen, som var dens endelige mål ifølge planen, og den nåede rent faktisk 6 km for kort. Den tyske 21. panserdivision gennemførte adskillige modangreb i løbet af eftermiddagen, hvilket effektivt blokerede vejen til Caen.

### Operation Perch
Operation Perch var det andet forsøg på at erobre Caen, efter at det direkte angreb fra Sword Beach den 6. juni var slået fejl. 50. infanteridivision fik ordre til at støde sydpå, erobre Bayeux og Tilly-sur-Seulles. Herefter skulle 7. pansrede division erobre Villers-Bocage og Évrecy.
51. infanteridivision fik ordre til at støtte offensiven ved at erobre Cagny øst for Caen
Når disse to fremstød var afsluttet, ville Operation Wild Oats blive igangsat, og 1. luftbårne division landsat mellem de to divisioner for at lukke hullet og således omringe byen.
Imidlertid gik 50. infanteridivisions angreb i stå ved Tilly-sur-Seulles, hvilket førte til voldsomme kampe med Panzerlehr-divisionen omkring landsbyen fra den 8. til den 19. juni 1944, hvor den endelig faldt og den tyske leder, generalmajor Fritz Bayerlein, beordrede en tilbagetrækning. Dette er kendt som slaget om Tilly-sur-Seulles.
Under kampene blev 76 civile fra landsbyen dræbt, en tiendedel af befolkningen i Tilly-sur-Seulles. Panzerlehr-divisionen havde 190 kampvogne i starten af slaget, hvoraf 66 var tilbage efter slaget. Udover kampvogne mistede tyskerne 5.500 mand. I dag er der en britisk krigskirkegård i Tilly-sur-Seulles samt et museum, som giver information om slaget. I nærheden ligger "Jerusalem War Cemetery," den mindste militærkirkegård i Normandiet.
Mens kampene rasede ved Tilly-sur-Seulles, åbnede den amerikanske 1. infanteridivision et 12 km stort hul i flanken af Panzerlehr-divisionen. Denne svaghed i de tyske linjer gav de allierede en mulighed for at trænge frem med pansrede enheder og ramme de tyske styrker i flanken. Generalløjtnant Miles Dempsey gav 7. pansrede division ordre til at erobre Villers-Bocage og højlandet udenfor byen med det for øje, at tilstedeværelsen af britiske kampvogne bag Panzerlehr-divisionen, samtidig med at højlandet var besat, ville tvinge tyskerne til at trække sig tilbage.
Dette førte til Slaget ved Villers-Bocage, som fandt sted den 13. juni. I intense nærkampe lykkedes det tyskerne at holde fast i byen og stabilisere fronten.

### Le Mesnil-Patry
Månedens sidste store canadiske operation var rettet mod at erobre højlandet sydvest for Caen, men endte med blandede resultater. No. 46 Royal Marine Commando havde succes ved at operere sammen med canadiske kampvogne og Le Régiment de la Chaudière og stødte sydpå helt til Rots.
Imidlertid led Queen's Own Rifles, understøttet af kampvogne fra 6. canadiske pansrede regiment, et spektakulært nederlag ved Le Mesnil-Patry, og den 3. canadiske infanteridivision indtog en statisk rolle ind til Operation Windsor i den første uge af juli.

### Operation Martlet
Operation Martlet (også kendt som Operation Dauntless) var et forberedende angreb til støtte for Operation Epsom. Den blev indledt den 25. juni af den britiske 49. infanteridivision fra 30. korps. Målet var at erobre terræn på flanken af den planlagte fremrykning. Der blev erobret noget terræn ved angrebet, men vejret og den mudrede jordbund hæmmede angrebet, så en del af det dominerende terræn på højre flanke af det planlagte angreb fra det britiske 8. Korps var fortsat på tyske hænder.

### Operation Epsom
Efter en tre dages forsinkelse på grund af en alvorlig storm, der ramte Den engelske kanal  indledte den britiske hær Operation Epsom den 26. juni. Operationens mål var at erobre højlandet syd for Caen ved Bretteville-sur-Laize. Angrebet blev gennemført af det nyligt landsatte britiske 8. korps under ledelse af generalløjtnant Sir Richard O'Connor og bestod af 60.244 mand. Operationen ville blive støttet af ild fra 736 kanoner, Royal Navy, flystøtte og et forberedende bombardement fra 250 bombefly fra RAF. Det planlagte bombardement ved starten af operationen måtte opgives på grund af dårligt vejr i Storbritannien. 1. og 30. korps havde også til opgave at støtte Epsom. Dagen før angrebet blev indledt, skulle Operation Martlet (også kendt som Operation Dauntless) iværksættes. 49. infanteridivision med støtte fra 8. pansrede brigade skulle sikre 8. korps` flanke ved at erobre højlandet til højre for sin fremrykningsakse. 1. Korps ville gennemføre to støtte operationer nogle dage efter starten på Epsom med kodenavnene Aberlour og Ottawa. Aberlour var et angreb fra 3. britiske infanteridivison med støte fra en canadisk infanteribrigade nord for Caen. Ottawa skulle være et fremstød fra 3. canadiske infanteridivision med støtte fra 2. canadiske pansrede brigade rettet mod landsbyen og flyvepladsen i Carpiquet. Disse to angreb fandt imidlertid aldrig sted.
Understøttet af kampvognene fra 31. kampvognsbrigade stødte 15. infanteridivision jævnt frem, og ved slutningen af den første dag havde den stort set løbet de tyske forposter over ende, selv om der fortsat var vanskeligheder med at sikre fremstødets flanker. Under kraftige kampe de følgende to dage blev der sikret fodfæste på den anden side af Odon-floden, og der blev gjort en indsats for at udvide det ved at erobre strategiske punkter omkring frontfremspringet og rykke 43. infanteridivision frem. Som svar på kraftige tyske modangreb fra 1. og 2. SS panserkorps blev nogle af de britiske stillinger på den anden side af floden opgivet den 30. juni.
8. Korps trængte næsten 10 km frem. Det lykkedes imidlertid for tyskerne, ved at indsætte deres sidste reserver, at opnå en defensiv succes på det operationelle niveau ved at opfange den britiske offensiv. På det taktiske niveau var kampen uafklaret og efter de indledende gevinster kunne ingen af siderne gøre større fremskridt. Tyske modangreb blev slået tilbage, og yderligere britiske fremstød blev stoppet. På det strategiske niveau havde 2. Armé stoppet det store tyske modangreb mod de allierede brohoveder, allerede inden det var begyndt, forhindret tyske pansrede styrker i at blive overført til de amerikanske frontafsnit eller blive afløst og overført til reserven og fastholdt initiativet overfor de tyske styrker i Normandiet.
Operationen kostede 2. Armé tab på op imod 4.078 mens den tyske hær mistede over 3.000 mand og fik ødelagt 126 kampvogne.

### Operation Windsor
Flyvepladsen ved Carpiquet skulle have været erobret på D-dag, men det var ikke lykkedes. For at rette op på dette gennemførte de allierede Operation Windsor for at gennembryde de stærke tyske stillinger ved flyvepladsen. 8. canadiske infanteribrigade fik opgaven støttet af Royal Winnipeg Rifles fra 7. canadiske infanteribrigade. Kampvognsstøtte blev leveret af det canadiske 10. pansrede regiment og tre eskadroner og specialkampvogne heriblandt en flammekastereskadron fra 79. pansrede division. Artilleristøtte blev leveret af HMS Rodney og 21 artilleribataljoner foruden to eskadriller RAF Typhoon jagerfly, som kunne tilkaldes. 
Flyvepladsen var forstærket med betonbunkers, maskingeværtårne, underjordiske tunneler, 75 mm anti-tank kanoner og 20 mm luftforsvarskanoner. Det omgivende område var også beskyttet med minefelter og pigtråd. Modstandsbevægelsen havde orienteret de canadiske tropper om forsvarsværkerne omkring flyvepladsen.
Canadierne erobrede landsbyen Carpiquet den 5. juli. Tre dage senere efter at have slået adskillige tyske modangreb tilbage erobrede de også flyvepladsen og de nærliggende byer under storangreb i Operation Charnwood.
Chefen for den 3. canadiske infanteridivision, generalmajor Rod Keller, blev kraftigt kritiseret for ikke at have sendt to brigader ind i Operation Windsor, og for at have uddelegeret detailplanlægningen til brigadegeneral Blackader fra 8. Brigade. Den ringe indsats fra 3. division blev set som yderligere bevis på, at Keller ikke var god nok.

### Operation Charnwood
De allierede planlagde at bruge tunge bombefly for at skræmme de tyske forsvarere og samtidig ødelægge deres forsvarsstillinger. Man håbede også, at bombardementet ville hæve moralen hos de britiske tropper.
I mellemtiden blev der udsendt en instruks den 7. juli fra OKW
 1. Stop den aktuelle front, [...] frigør 12. SS panserdivision og udskift de belejrede infanteridivisioner med friske tropper [...] 
 9. Indsæt hele Organisation Todt  [...] .
SS-Oberführer Kurt Meyer, lederen af 25. pansergrenaderregiment i 12. SS panserdivision, sagde, at disse instrukser betød, at de fik ordre til at dø i Caen..
Efter at have brugt nogen tid på at reorganisere, supplere og genudruste iværksatte den 21. armégruppe Operation Charnwood den 7. juli.
Den britiske 2. Armé og 1. canadiske Armé med omkring 115.000 mand angreb tyskbesatte landsbyer nord for Caen. De allierede havde planlagt at gennemføre et bombeangreb mod landsbyerne, men opgav det på grund af, at det skulle foregå tæt på egne tropper. Bombeområdet fortsatte med at flytte sig i retning i Caen. Om aftenen den 7. juli fløj 467 bombefly i klart vejr og kastede 2.276 bomber. Bomberne gjorde ikke megen skade på de tyske styrker, men de nordlige forstæder blev stort set ødelagt under angrebet. Franske civile led de største tab med omkring 3.000 døde. Det tyske luftforsvar nedskød et fly, og tre andre faldt ned over allierede områder. Luftbombardementet blev understøttet af beskydning fra skibe ud for kysten.
Alexander McKee sagde om bombardementet den 7. juli: "De 2.500 tons bomber skelnede ikke mellem ven og fjende. Hvis de britiske hærchefer troede, at de kunne intimidere tyskerne ved at dræbe franskmænd, tog de meget fejl.".
Chokeffekten udeblev, da angrebet ikke blev indledt straks efter bombardementet, hvor forsvarerne stadig var rystede. I stedet begyndte hovedangrebet den følgende morgen, den 8. juli, omkring kl. 4.30. Indsatsen af kampvogne blev så meget mere vanskelig på grund af bombardementet. Senere da byen endelig blev erobret, blev det konstateret, at ingen tyske kanoner og kampvogne var blevet ødelagt, og ingen soldater var blevet dræbt i målområderne.
Ved slutningen af den 8. juli var de allierede kun rykket én kilometer frem mod byen Caen. Efter at de tyske tropper den 9. juli trak sig tilbage fra byens centrum mod nord og vest
for byen, angreb de allierede tropper mod nord, men blev holdt tilbage fra yderligere fremstød af tyske snigskytter. Kl. 18 den 9. juli nåede de første enheder Orne-floden i Caen. Om aftenen den 9. og på den 10. juli nåede de allierede byens centrum. ingeniørsoldater fik til opgave at reparere broerne over Orne og fjerne murbrokkerne fra byen. Arthur Wilkes beskrev situationen efter kampen: "Bjerge af murbrokker ca. 6-9 høje [...] de døde lå overalt.". I den daglige krigsjournal fra 1st Battalion King's Own Scottish Borderers er der en passus den 9. juli: "I husene, som stadig fandtes, kom der langsomt liv, da de franske civile opdagede, at vi havde erobret byen. De kom løbende ud af deres huse med glas og vinflasker.".
Operation Charnwood var en mindre taktisk succes for de allierede, da byen endnu ikke helt var på allierede hænder. Den nordvestlige del af Caen var erobret, men de østlige forstæder, hvor bl.a. stålværket ved Colombelles (med dens høje observationsposter) lå, var stadig under tysk kontrol. Strategisk bidrog operationen til, at tyskerne troede på, at det allierede udbrud ville ske i den britiske sektor, hvilket ikke var tilfældet.

### Operation Jupiter
Generalløjtnant O’Connor forsøgte igen at udvide brohovedet i Caen. Den 43. infanteridivision skulle generobre Hill 112 den 10. juli under Operation Jupiter. I den første fase skulle de allierede styrker erobre Hill 112, Fontaine og Eterville og i den anden fase bruge Hill 112 som en defensiv stilling og rykke mod Maltot. Et morterbombardement og beskydning fra over 100 feltkanoner blev gennemført inden det allierede angreb.
Tyskerne havde fem infanteribataljoner, to tunge Tiger kampvognsbataljoner og to Sturmgeschütz kompagnier og Nebelwerfer fortrinsvis fra 10. SS panserdivision med elementer af 9. SS og 12. SS panserdivision i reserve.
Operationen slog fejl på grund af kraftig modstand fra tyskerne, som havde gravet sig ned og var velforberedt på angrebet. 43. infanteridivision mistede havde tab på over 2.000 under operationen.

### Operation Goodwood

#### Forberedelse
På et møde med general Montgomery den 10. juli fremlagde chefen for 2. armé, generalløjtnant Dempsey, planen om Operation Goodwood samme dag som Montgomery havde godkendt Operation Cobra. Den canadiske del af Operation Goodwood fik kodenavnet Operation Atlantic.
Siden midten af juli var 2.250 mellemtunge og 400 lette kampvogne i tre pansrede divisioner og adskillige uafhængige pansrede brigader blevet bragt til Normandiet under ledelse af 2. Armé, som nu var i en position, hvor de kunne tillade sig at miste kampvogne, men ikke mænd, til at bryde gennem de tyske stillinger øst for Orne og nord for Caen. Operation Goodwood skulle begynde den 18. juli, 2 dage inden starten på den amerikanske Operation Cobra. Cobra kom imidlertid først i gang den 25. juli.
Selv om der blev regnet med store tab under operationen, mente Dempsey, at hans mænd havde gode chancer for at bryde igennem. De pansrede divisioner i 8. korps under ledelse af generalløjtnant O’Connor skulle yde den største indsats. Omkring 700 kanoner, der afskød omkring 250.000 granater, skulle understøtte angrebet. Hertil kom at RAF skulle bombardere tre mål: Colombelles-Mondeville, Toufreville Emiéville og Cagny.
Målet var at erobre Bras, Hubert-Folie, Verrières, Fontenay, Garcelles-Secqueville, Cagny og Vimont. Et yderligere mål var at trænge tyskerne tilbage fra Bourguebus-højderyggen. De canadiske tropper havde til opgave at sikre den vestlige flanke, og det britiske infanteri skulle sikre den østlige.

#### Gennemførelse
Den 18. juli angreb 942 allierede bombefly og jagere fem landsbyer i den østlige udkant af Caen for at muliggøre Operation Goodwood. Angrebene skete ved daggry og blev hjulpet af godt vejr. Fire af målene var markeret af pathfinders, men det femte mål måtte bombekasterne finde på anden vis. Understøttet af amerikanske bombefly og jagere kastede briterne omkring 6.800 tons bomber på landsbyerne og de omkringliggende områder. To tyske enheder, den 16. Luftwaffe feltdivision og 21. panserdivision blev ramt hårdt af bombardementerne. Det tyske luftforsvar og tropper på jorden nedskød seks fly.
De tre pansrede allierede divisioner måtte overvinde vandforhindringer og et minefelt for at nå deres startlinje. Orne-floden og Caen-kanalen var forhindringer for de britiske tropper under deres fremrykning. Seks små broer var til rådighed for de 8.000 køretøjer, herunder kampvogne, artilleri, motoriseret infanteri, ingeniørtropper og forsyningskøretøjer, som skulle krydse floden. Det var oplagt, at der ville udvikle sig store trafikproblemer. Dempseys løsning var næsten fatal: han gav sin korpschef O'Connor ordre til at eftrlade infanteri, ingeniører og artilleri på den anden side, indtil alle kampvognene var kommet over. Det betød, at der kom uorden i de britiske kampgrupper, allerede inden de var stødt på tyskerne.
Efter at kampvognene var kommet over broerne, måtte briterne krydse et minefelt med anti-tank og anti-personel miner, som var udlagt få dage tidligere af den britiske 51. infanteridivision. Denne forhindring ville have krævet en massiv indsats af ingeniører at rydde inden slaget. Der var bekymring for, at da tyskerne havde deres eget minefelt ved stålværket i den tyskbesatte forstad Colombelles. Ved at observere rydningen af miner kunne de blive advaret om det forestående angreb. Imidlertid var den taktiske overraskelse allerede gået tabt. Ingeniørerne fra 51. division havde brugt de to nætter inden slaget på at rydde 17 korridorer gennem minefeltet.
8. korps mistede overraskelsesmomentet, da kampvognene blev sinket af broerne og minefelterne. Gennem allieret radiotrafik havde tyskerne kendt til angrebet siden den 15. juli og havde haft rigelig tid til at forberede deres forsvar. Indsatsen for at rydde ekstra passager gennem minefelterne skulle således havde været gjort.
Hertil kom at ildstøtten ikke var effektiv. Artilleriregimenterne forblev vest for Orne i overensstemmelse med Dempseys ordrer, så den tyske hovedforsvarslinje ved Bourguebus-højderyggen var udenfor feltartilleriets skudafstand, og kampvognene manglede.
Det blev tydeligt, at området, som var udvalgt, var strategisk dårligt. Der var mange små landsbyer, og i hver af dem var der en lille tysk garnison. De var forbundet med tunneler og mange observationsposter, som kunne bruges til at iagttage de allieredes fremmarch.
Det tyske artilleri på Bourguebus højderyggen ved Cagny og Émiéville var ikke blevet svækket af hverken luftangreb eller artilleribeskydning. Fra disse stillinger havde de tyske kanoner og den 16. Luftwaffe feltdivision, som var gravet ned på højderyggen, frit skudfelt. Bag højderyggen lå resterne af den 21. panserdivision med 78 88 mm kanoner og 40 kampvogne.
2. armé overbebyrdede 11. pansrede division. Selv om den var enheden, der anførte angrebet, havde den også fået til at opgave at rense de små landsbyer langs frontlinjen, nemlig Cuverville og Demouville. Disse skulle sikres af enheder, som fulgte op på det indledende fremstød, men i stedet angreb de pansrede brigader Bourguebus-højderyggen, mens de motoriserede infanteribrigader tog sig af landsbyerne. Det forsinkede angrebene og forhindrede ordentligt samarbejde.
I det store og hele pressede 8. korps sig langsomt frem. Den 29. pansrede brigade fra 11. pansrede division gjorde de største fremskridt og trængte næsten 11 km frem.
Da jernbanen "Caen Vimont" blev nået klokken 9.30 var de tyske tropper kommet sig oven på bombardementet. 12 britiske kampvogne blev ødelagt af en 88 mm kanon, som beskød dem flere gange. Briterne rykkede langsomt frem og krydsede jernbanelinjen for at nærme sig Bourguebus-højderyggen, som blev forsvaret af 21. panserdivision, 1. SS panserdivision samt adskillige kanoner.
I det meste af dagen var 29. pansrede brigade fra 11. pansrede division uden artilleristøtte. Den 159. infanteribrigade havde travlt med at rense de to landsbyer bag 29. pansrede brigade. De resterende to pansrede divisioner havde også travlt med at krydse broerne eller passere minefelterne. Ved daggry den 18. var kun en tankbataljon fra den britiske 7. pansrede division i kamp, mens de fleste af de resterende pansrede enheder måtte vente til mellem kl. 10 og middag den 18. juli på at krydse Orne.
Enkeltstående kampvognsbataljoner kæmpede uden støtte og bag hinanden i stedet for at kæmpe sammen, hvilket var det, der var planlagt ved starten på operationen. Det meste terræn blev taget om morgenen den 18. juli. Den 20. juli var det meste af byen Caen under allieret kontrol.
Tyskerne begyndte et modangreb efter middag den 18. juli, og det varede indtil den 20. juli. General Montgomery afsluttede operationen den 20. juli efter at have mistet 4.000 soldater og ca. 400 kampvogne.

#### Resultater
Operationen forløb ikke som planlagt for de allierede. De mistede omkring 400 kampvogne og omkring 5.500 britiske og canadiske soldater. Tyskerne fastholdt deres vigtigste stillinger, men mistede 109 kampvogne, et tal som var højt for dem, i modsætning til de allierede, da de ikke kunne erstatte deres tab så hurtigt. Mens operationen forløb taktisk dårligt for 2. Armé, var det en delvis strategisk succes, idet tyskerne forblev overbevist om, at hovedangrebet ville komme i 2. Armés sektor.

### Operation Spring
På en konference den 22. juli blev det besluttet, at Operation Spring skulle begynde den 25. juli under ledelse af generalløjtnant Guy Simonds. Målet for operationen var, at 2. canadiske korps bl.a. skulle erobre højlandet ved Cramesni og La Bruyers, ca. 5 km syd for Bourguebus.
To canadiske infanteridivisioner skulle angribe, hvorefter to pansrede divisioner skulle passere gennem infanteriet for at udnytte hullet, de skabte.
Den trefasede operation ville først angribe May-sur-Orne – Verrières – Tilly-la-Campagne linjen. Derefter kom linjen Fontanay-le-Marmion – Roquancourt og det endelige mål var plateauet ved Verrières højderyggen selv.
Tyskerne forsøgte at forstærke Caen-Falaise området under planlægningen af Spring. Den 20. juli meddelte den tyske overkommando at fremrykningen af deres tropper var afsluttet. Tyskerne havde fem pansrede divisioner og forskellige andre infanterienheder i området. Da disse enheder var til rådighed fra den første dag i operationen, var chancen for et allieret gennembrud beskeden.
Efter luft- og artilleribombardementet inden angrebet kunne canadierne have nået deres mål den 25. juli, men på grund af den kraftige tyske modstand blev de tvunget til helt at trække sig tilbage eller i det mindste trække sig tilbage til deres forrige forsvarsstillinger. Den 26. juli og 27. jule blev et tysk modangreb i området ved Verrières, som canadierne havde erobret dagen før, slået tilbage af artilleri.
Operationen nåede ikke det forventede mål, men sikrede, at Verrières forblev i allierede hænder, hvilket gav gode observationsmuligheder over adskillige lavere liggende områder. Fordelen af højt terræn blev også opnået ved Tilly-la-Campagne, som også blev erobret fra tyskerne. Operationen var canadiernes dyreste i krigen, da de mistede omkring 1.500 mand, hvor af mange blev begravet på krigskirkegården i Bény-sur-Mer.

## Behandling af krigsfanger og krigsforbrydelser

### Behandling af krigsfanger
Kurt Meyer meddelte, at han havde fået en notesbog, der indeholdt ordrer om, hvordan canadiske tropper skulle behandle tyske krigsfanger:
| Citat  | Den 7. juni fik jeg en notesbog, som var taget fra liget af en død canadisk kaptajn. Udover håndskrevne ordrer angav noterne at: 'ingen fanger skal tages'. Nogle canadiske fanger blev bedt om at bekræfte disse instrukser ... de bekræftede ordrer om, at hvis fanger sinkede fremrykningen, skulle de ikke tages" | Citat |
| [ 45 ] | |       |

Den canadiske kompagnichef major Jacques D. Dextraze erindrede "Jeg plejede at sige til mine mænd: "Jeres job er at dræbe fjenden. Det er jeres vigtigste opgave, men når en fjende kommer ud med hænderne i vejret, må i respektere ham og beskytte ham, og I må sikre, at denne mand er lige så beskyttet som jeres egne folk."
Imidlertid forklarer han også, at det sommetider var klart, at ikke alle krigsfanger blev behandlet så godt:
"Vi krydsede floden – broen var blevet sprængt. Der blev taget fem fanger. Jeg valgte en officer: "Før dem tilbage til krigsfangeburet". Han gik tilbage og fik dem til at løbe ned til broen, som vi havde taget ... Disse fyre havde løbet nogle kilometer. De ankom forpustede til broen nej, nej I skal ikke bruge broen, I svømmer. Nu faldt disse fyre i ... gik i vandet, du ved, og de fleste druknede. Forestil dig at have løbet, de havde tidligere være i kamp, løbe for nogle kilometer, og derpå i vandet. De blev samlet op af ingeniørerne, som genopbyggede broen. Jeg kunne være blevet beskyldt for ikke at have beskyttet dem. Jeg var ansvarlig for disse fanger, forstår du. Jeg havde det meget skidt, da jeg så dem ligge ved siden af broen..."

### Krigsforbrydelser af tyske tropper
Ifølge rapporter blev over 156 canadiske fanger myrdet nær Caen af 12. SS panserdivision i dagene og ugerne efter D-dag.
20 canadiere blev henrettet nær Villons-les-Buissons, nordøst for Caen, i Ardenne-klosteret. Klosteret bestod af bygninger fra middelalderen og en gotisk kirke. Lederen af 25. panserregiment i 12. SS Panserdivision, Kurt Meyer havde sin fremskudte kommandopost placeret i området. Han blev beskyldt for at have beordret henrettelserne, selv om det aldrig blev endeligt bevist, blev Meyer dømt til døden for anklagen om upassende adfærd overfor civile og henrettelse af fanger – en dom som blev omstødt til livsvarigt fængsel. Meyer blev løsladt den 7. september 1954.
Den 7. juni blev canadiske tropper, der kæmpede ved Authie, taget til fange. Klosteret blev hurtigt fyldt med fanger. Ti blev udvalgt og henrettet udenfor klosteret. Resten af fangerne blev bragt til Bretteville-sur-Odon. Samme aften blev 11 fanger skudt i haverne ved et af slottene.
Om aftenen den 8. juni blev yderligere syv fanger, som havde kæmpet ved Authie og Buron, bragt til klosteret. Der blev de spurgt ud og derpå henrettet. De syv blev bragt ud i haven, og 10 minutter senere var de alle døde, skudt i baghovedet. Jan Jesionek, en polsk soldat, som gjorde tjeneste i 12. SS panserdivision, fortalte senere om begivenhederne, og at den tyske enheds chef Meyer skulle have sagt: "'Hvad skal vi gøre med disse fanger? De spiser blot vore rationer. I fremtiden skal der ikke tages flere fanger."
De sidste lig af canadiere, som blev dræbt, blev fundet i efteråret 1945.
Abbaye d'Ardenne er erobret ved midnat den 8. juli af Regina Rifles. De henrettede soldater blev gravet op og begravet på den canadiske krigskirkegård i Bény-sur-Mer.
Der blev bygget et lille kapel ved klosteret til minde om de canadiske soldater. Kapellet består af et trækors, over hvilket der er en niche med en statue af jomfru Maria. På korset er der en canadisk stålhjelm. Hvert år lægger børnene i Authie blomster i kaptellet. I 1984 blev der opstillet en bronzeplade ved klosteret. Her står der:
"On the night of June 7/8, 1944, 18 Canadian soldiers were murdered in this garden while being held here as prisoners of war. Two more prisoners died here or nearby on 17 June. They are dead but not forgotten."

## Efterspil
Operation Overlord og slagene i Normandiet gav de allierede fodfæste i Frankrig, hvilket førte til befrielsen af resten af Vesteuropa. Den 25. august generobrede de allierede den franske hovedstad Paris.
Caen og mange af de omkringliggende byer og landsbyer var stort set ødelagt. Katedralen i Caen og universitetet i Caen (grundlagt i 1432) var begge skudt i grus. Bygningerne blev efterhånden genopbygget efter krigen og blev endda udvidet. Af denne grund er symbolet for universitetet i Caen en fugl fønix. Omkring 35.000 indbyggere i Caen var hjemløse efter kampene.
Efter krigens slutning måtte den vesttyske regering betale erstatning som kompensation for enhver civil i Caen, som blev dræbt, udsultet eller efterladt uden bolig efter krigen.
Genopbygningen af Caen varede officielt fra 1948 til 1962. Den 6. juni 2004 blev Gerhard Schröder den første tyske forbundskansler, der blev inviteret til julilæumsfestlighederne for invasionen.
Der er mange monumenter over slaget om Caen og Operation Overlord. F.eks. på vejen til Odon-broen ved Tourmauville står der et monument over 15. infanteridivision, og på Hill 112 er der et over 53. infanteridivision og for 43. infanteridivision. Nær Hill 112 blev der plantet en skov til minde om dem, som kæmpede her.
Landgangen i Normandiet, slaget om Caen og 2. Verdenskrig mindes i dag med mange mindesmærker. I Caen ligger der Mémorial med Musée de la paix. Museet blev bygget af byen Caen oven på general Wilhelm Richters bunker, lederen af den tyske 716. statiske infanteridivision. Den 6. juni 1988 blev museet åbnet af den daværende franske præsident François Mitterrand foruden 12 ambassadører fra lande, som tog del i kampene i Normandiet. Museet er viet til freden og ligger ved siden af Parc international pour la Libération de l'Europe, en have, som minder om de allierede deltagere i invasionen.
De faldne ligger begravet på Brouay krigskirkegården, Banneville-la-Campagne krigskirkegården (2.170 grave), Bény-sur-Mer canadiske krigskirkegård (2.049 grave), Bretteville-sur-Laize canadiske krigskirkegård (2.957 grave), La Cambe tyske krigskirkegård (21.222 grave) og mange flere.

## Medier

### Film
- Dokumentarfilmen D-Day 6.6.44 – Entscheidung in der Normandie fra BBC dokumenterer resultatet af fremstødet mod Caen.
- Den amerikanske dokumentarserie Crusade in Europe fra 1949, baseret på Eisenhowers bog, dokumenterer både Operation Overlord og slaget om Caen
- The Norman Summer: Canadisk dokumentarfilm fra 1962 om kampen om Caen og Normandiet.
- In Desperate Battle: Normandy 1944 Canadisk tv film fra 1992 om slaget om Caen.
- Road to Ortona, Turn of the Tide og V Was for Victory samt Crisis on the Hill (alle 1962): Canadiske dokumentarfilm om slaget.

### Spil
- Call of Duty 2: Videospil fra den amerikanske spilproducent Infinity Ward. Udsendt 3. november 2005, spilleren er den britiske sergent John Davis under angrebet på Caen.
- Hidden & Dangerous 2: Spilleren er en britisk SAS soldat, som skal erobre en by ved Caen fra tyskerne.
- Battlefield 1942: Dette meget populære spil for flere personer indeholder et kort over Caen, som kun er til rådighed med den seneste patch, som findes på Battlefield 1942 hjemmesiden. De to modstående hold, tyskerne og canadierne, må kæmpe om byen Caen. Dette var det eneste spil om 2. verdenskrig, som medtog den canadiske hær indtil udgivelsen af Call of Duty 3.
- Company of Heroes: Opposing Fronts: Hele det britiske felttog med 9 missioner om den britiske 2. armés fremrykning mod Caen og slaget om Caen.
- Enemy Territory: Wolfenstein: Et af kortene i spillet.
- Day of Defeat et skydespil for flere spillere med et kort med titlen Caen, som er baseret på slaget.

## Eksterne kilder
- Stacey, Colonel Charles Perry; Bond, Major C.C.J. "Official History of the Canadian Army in the Second World War: Volume III. The Victory Campaign: The operations in North-West Europe 1944-1945" (PDF). The Queen's Printer and Controller of Stationery Ottawa. Arkiveret (PDF) fra originalen 12. september 2008. Hentet 2008-08-20.
- The Battle of Caen, 1944 Arkiveret 30. april 2009 hos  Wayback Machine
- Overblik over slaget om Caen Arkiveret 27. september 2011 hos  Wayback Machine
- Information about Operation Charnwood Arkiveret 4. februar 2009 hos  Wayback Machine
- Yderligere information om slaget Arkiveret 15. juni 2004 hos  Wayback Machine
- Information om slaget om hill 112
- Information om slaget fra valourandhorror.com
- diverse informationer Arkiveret 13. marts 2009 hos  Wayback Machine
- Kort Arkiveret 13. maj 2008 hos  Wayback Machine
- ibiblio.org
- Caen Memorial Arkiveret 1. august 2007 hos  Wayback Machine
- Info Arkiveret 21. juni 2009 hos  Wayback Machine
- Operation Bluecoat fra BBC
- Info Arkiveret 14. marts 2007 hos  Wayback Machine
- Journal of the RAF:
  - June 1944
  - July 1944
  - August 1944
- Information
- ornebridgehead.org Arkiveret 27. juli 2011 hos  Wayback Machine
- junobeach.org Arkiveret 16. maj 2008 hos  Wayback Machine
- Abbaye d'Ardenne Arkiveret 21. november 2005 hos  Wayback Machine
- Information om massakren
- Information om slaget
- [PDF] Britishes Ministry Of Defence on the Battle – Part 1 (Webside ikke længere tilgængelig)
- [PDF] British Ministry Of Defence on the Battle – Part 2 (Webside ikke længere tilgængelig)
- [PDF] Operation Charnwood
- [PDF] Rapport fra det canadiske militær

49°11′10″N 0°21′45″V / 49.18611°N 0.36250°V